# Tord cacau
El tord cacau (Turdus fumigatus) és un ocell de la família dels túrdids (Turdidae).

## Hàbitat i distribució
Habita els boscos de ribera, sabanes i boscos oberts a les Antilles Menors, a Saint Vincent i Grenada i a Sud-amèrica, des de l'est de Colòmbia, oest, nord i est de Veneçuela, Trinitat i la Guaiana cap al sud fins l'est de Bolívia i Amazònia i est del Brasil.